# Шашки
Ша́шки — логическая настольная игра для двух игроков, заключающаяся в передвижении определённым образом фишек-шашек по клеткам шашечной доски. Во время партии каждому игроку принадлежат шашки одного цвета: чёрного или белого (иногда других цветов, один из которых считается тёмным, а другой — светлым). Цель игры — взять все шашки соперника или лишить их возможности хода (запереть). Существует несколько вариантов шашек, различающихся правилами и размерами игрового поля.
Основные правила игры, которые действуют во всех вариантах шашек:
- Все шашки, участвующие в партии, выставляются перед началом игры на доску. Далее они передвигаются по полям доски и могут быть сняты с неё в случае боя шашкой противника.
- Брать шашку, находящуюся под боем, обязательно. Исключение: «Сибирские шашки».
- Существует только два вида шашек: простые и дамки. В начале партии все шашки простые. Простая шашка может превратиться в дамку, если достигнет последнего противоположного горизонтального ряда доски (дамочного поля).
- Простые шашки ходят только вперёд на следующее поле. Дамки могут ходить и вперёд, и назад[1].

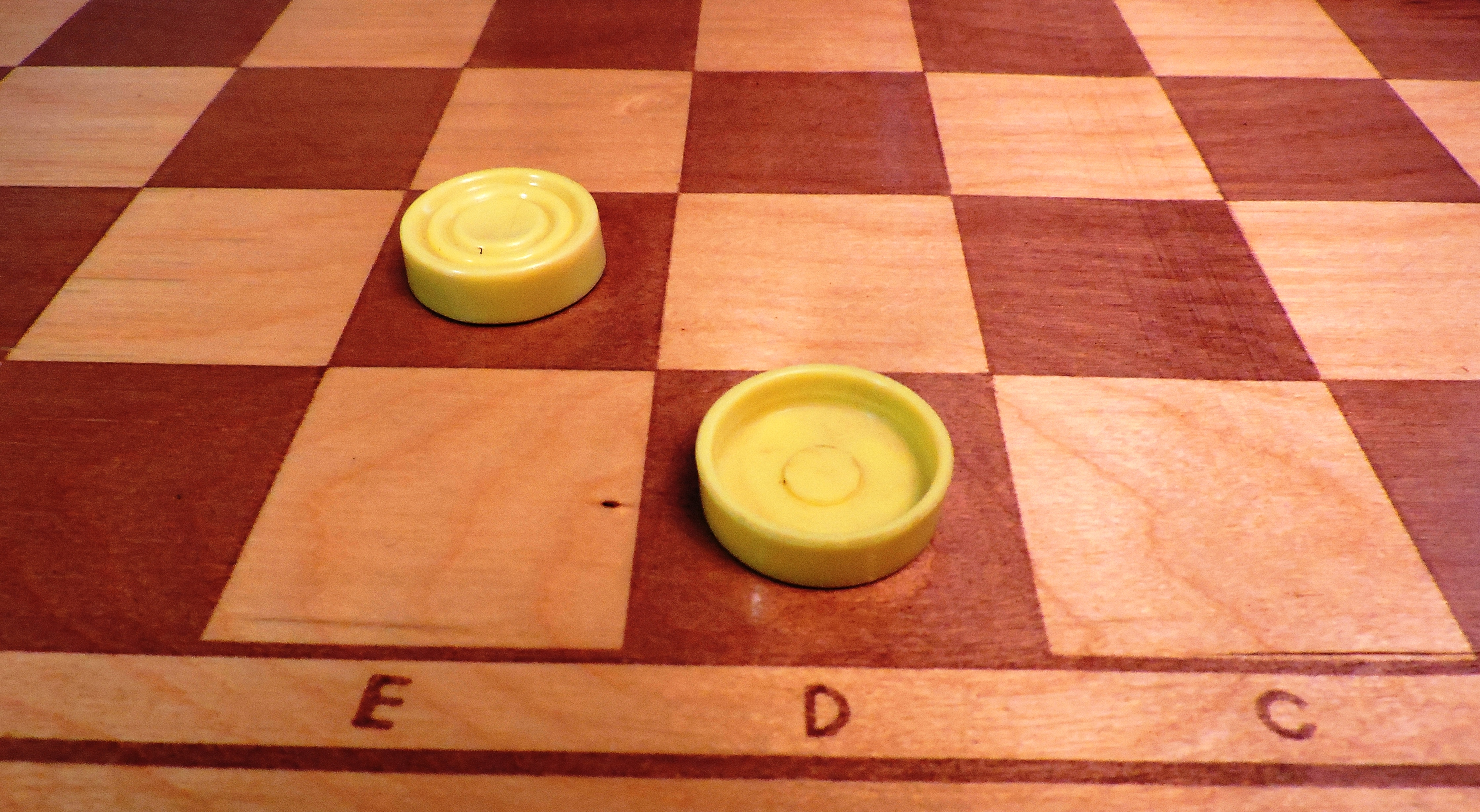
Простая шашка (вдали) и дамка (на краю доски)

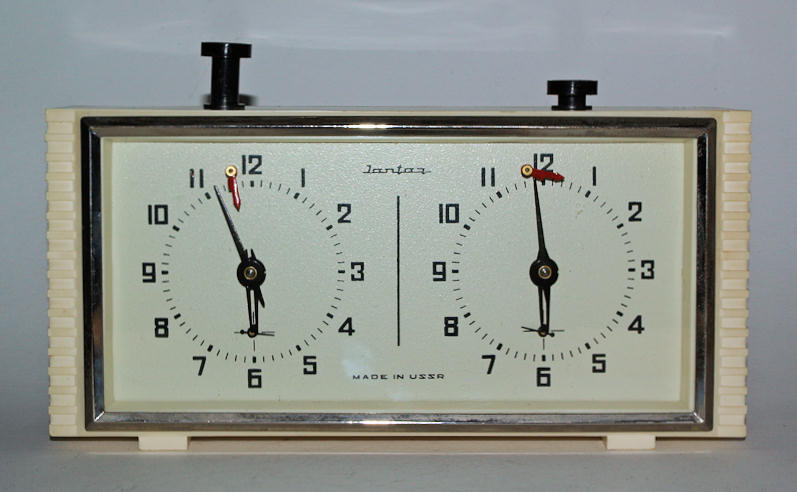
Турнирные часы

## История

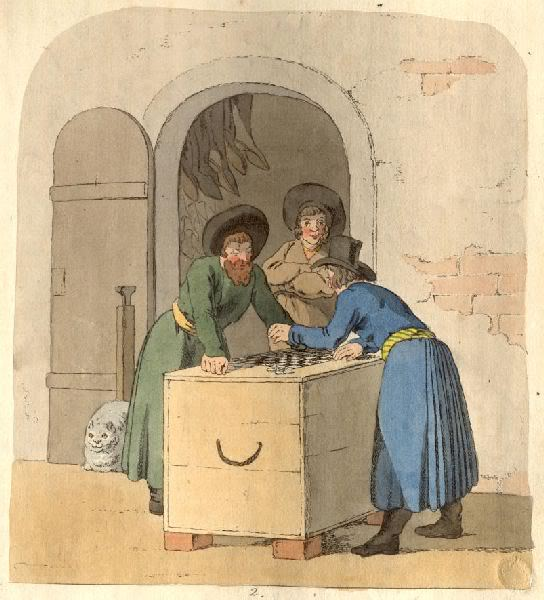
Игра в шашки в России
К. Гейслер, 1805

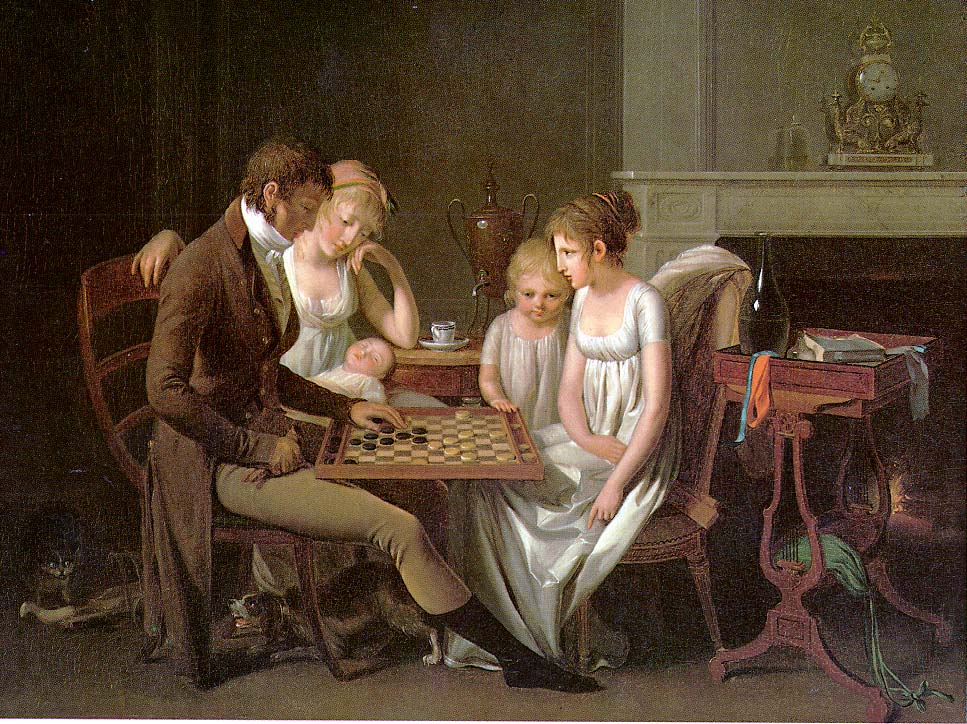
За игрой в шашки
Луи-Леопольд Буальи, 1803

Достоверных сведений об изобретении шашек история не сохранила. Вполне вероятно, что различные игры шашечного типа изобретались на протяжении истории человечества многократно и независимо, чему способствовала простота инвентаря и правил. Считается, что известные сейчас игры шашечного типа представляют собой различные этапы эволюции игр на доске, так что все они в определённом смысле родственны друг другу, что подтверждается близостью инвентаря и названий игр. Так, названия шашек: русское «тавлеи» и польское «warcaby» связаны с европейским названием нардовой игры: tavola reale (в Италии), tables reales (в Испании), tavli (в Греции), tavla (в Турции), tables или backgammon (в Великобритании), vrhcaby (в Чехии). Принципиальным отличием шашек от нардовых игр стал отказ от игральных костей, которые были неотъемлемой частью многих древних игр (сенет, чатуранга), имитирующий фактор случайности. Ещё одна категория шашечных игр развилась на Востоке. В этих играх шашки не двигаются, а лишь выставляются на доску, образуя те или иные развивающиеся конфигурации, между которыми происходит противостояние (го, рэндзю).
C конца XIX века стали проводиться национальные чемпионаты по шашкам в Российской империи с 1894 года, до 1917 года успели провести 4 чемпионата, чемпионами становились С. А. Воронцов - 3 раза, Фёдор Каулен - 2 раза, призёрами становились Аркадий Оводов - 2 раза, Дмитрий Фишбин, Фёдор Каулен - 2 раза, Александр Шошин - 2 раза. В Великобритании и некоторых странах Британской империи проводились соревнования по английским шашкам (чекерс). Во многих странах получили распространение 100-клеточные французские шашки, ставшие впоследствии международными.
С XIX века определяются чемпионы мира по международным шашкам и по чекерсу.
Первый международный турнир по международным шашкам состоялся в 1885 году в Амьене. Его выиграл француз Анатоль Дюссо. Этот турнир нередко считают первым неофициальным чемпионатом мира. Но первым официальным чемпионом мира традиционно считается француз Исидор Вейс, победивший в международном турнире в Париже 1895 года. Игра была наиболее распространена во Франции и Нидерландах, на протяжении почти шестидесяти лет представители этих стран становились чемпионами мира. Созданная в 1947 году Международная федерация шашек (ФМЖД) проводит с 1948 года чемпионаты мира, имеющие уже официальный статус. Чемпионаты мира среди женщин стали проводиться с 1973 года.
Для проведения соревнований на 64-клеточной доске во Всемирной федерации шашек была выделена отдельная секция — Секция-64, которая стала заниматься организацией личных и командных чемпионатов мира и Европы, а также молодёжных чемпионатов мира и Европы. С 1985 года проводятся чемпионаты мира по бразильским, а с 1993 года по русским шашкам среди мужчин и среди женщин, по чекерсу среди женщин.
В 2014 году прошёл первый чемпионат мира по турецким шашкам среди мужчин, а на 2016 год состоялся первый чемпионат мира среди женщин.
Чемпионаты Европы по международным шашкам проводятся с 1965 года среди мужчин и с 2000 года среди женщин, по русским шашкам с 2002 среди женщин и с 2007 среди мужчин.
Проводятся также чемпионаты Азии (по шашкам-64, а с 1999 и по международным), Америки (по международным шашкам с 1980), Африки (по международным шашкам с 1980, пул чекерсу и русским шашкам с 2016), Кубок мира (по международным и русским), Кубок Европы и Кубок мира по чекерсу, национальные чемпионаты и различные турниры.

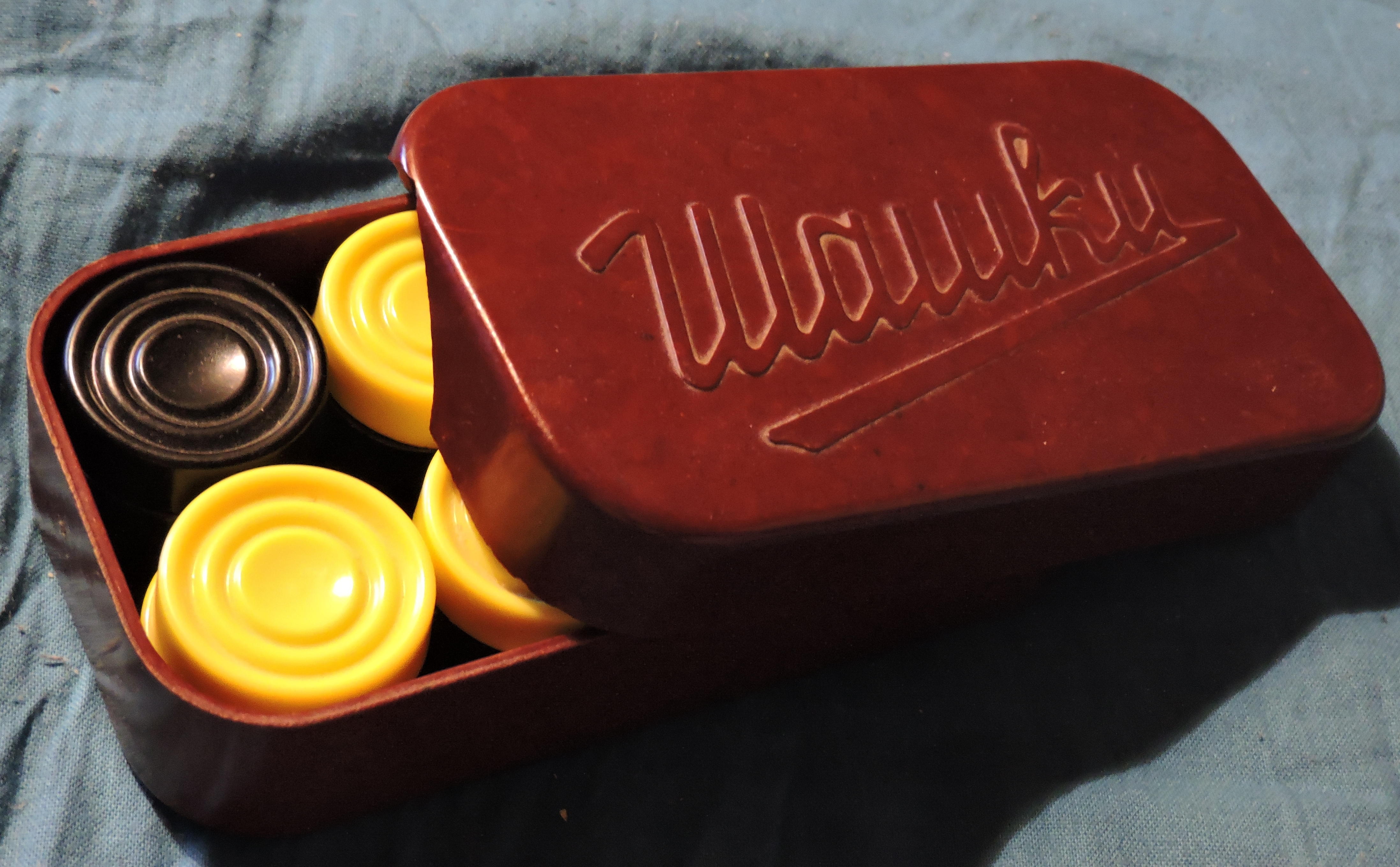
Набор шашек, СССР, предположительно 1950-е годы

В настоящее время спортивные соревнования проводят:
- Всемирная федерация шашек (ФМЖД) — по международным шашкам, шашкам—64 (бразильские шашки, чекерс), а также по шашечной композиции. В ФМЖД состоит 67 стран.
- Международная федерация шашек IDF (вышедшая в 2015 году из состава ФМЖД) — по шашкам—64 (русские шашки, бразильские шашки, итальянские, чешские, португальские шашки).
- Европейская конфедерация шашек, штаб-квартира которой находится в столице Эстонии Таллине, организует командные и личные турниры по международным шашкам за звание чемпиона Европы.
- American Pool Checkers Association проводит чемпионат США по пул чекерс.
- Association québécoise des joueurs de dames, AQJD организует соревнования по канадским шашкам.
- Итальянская федерация шашек проводит чемпионат Италии по итальянским шашкам и чекерсу

## Классификация
Размеры доски
- 8×8 (большинство вариантов шашек).
- 10×8 (80-клеточные).
- 10×10 (международные).
- 12×12 (канадские).

Вариации правил
- Первыми ходят белые или чёрные.
- Начальное расположение шашек. Возможно размещение по диагонали на чёрных или белых клетках (в испанских шашках), а также по горизонтали (в турецких шашках).
- Направление хода и взятия: по диагонали или по вертикали/горизонтали.
- Возможность или невозможность боя назад простой шашкой.
- Ход дамки на одну клетку или на любое количество клеток.
- Правила взятия: при наличии нескольких вариантов боя в одних видах шашек игрок может выбрать любой вариант, в других требуется брать наибольшее количество. В чешских шашках при возможности боя простой или дамкой нужно бить только дамкой.
- Правила превращения простой шашки в дамку: существуют различия в правиле превращения в дамку при прохождении дамочного поля во время взятия нескольких шашек противника. В одних правилах шашка, попавшая в середине хода на поле превращения, становится дамкой сразу же и может продолжать бить, как дамка, в других — простая становится дамкой только на следующем ходу, если предыдущий завершился на поле превращения.

Варианты правил хода и взятия
- Дамка ходит на любое количество клеток; простая шашка может бить назад
  - Русские шашки
  - Международные шашки
  - Бразильские шашки
  - Канадские шашки
  - Пул чекерс
- Дамка ходит на любое количество клеток; простая шашка не может бить назад
  - Испанские шашки
  - Португальские шашки
  - Чешские шашки
  - Турецкие шашки
- Дамка ходит на одну клетку; простая шашка не может бить назад
  - Английские шашки (чекерс)
  - Итальянские шашки

## Варианты шашек

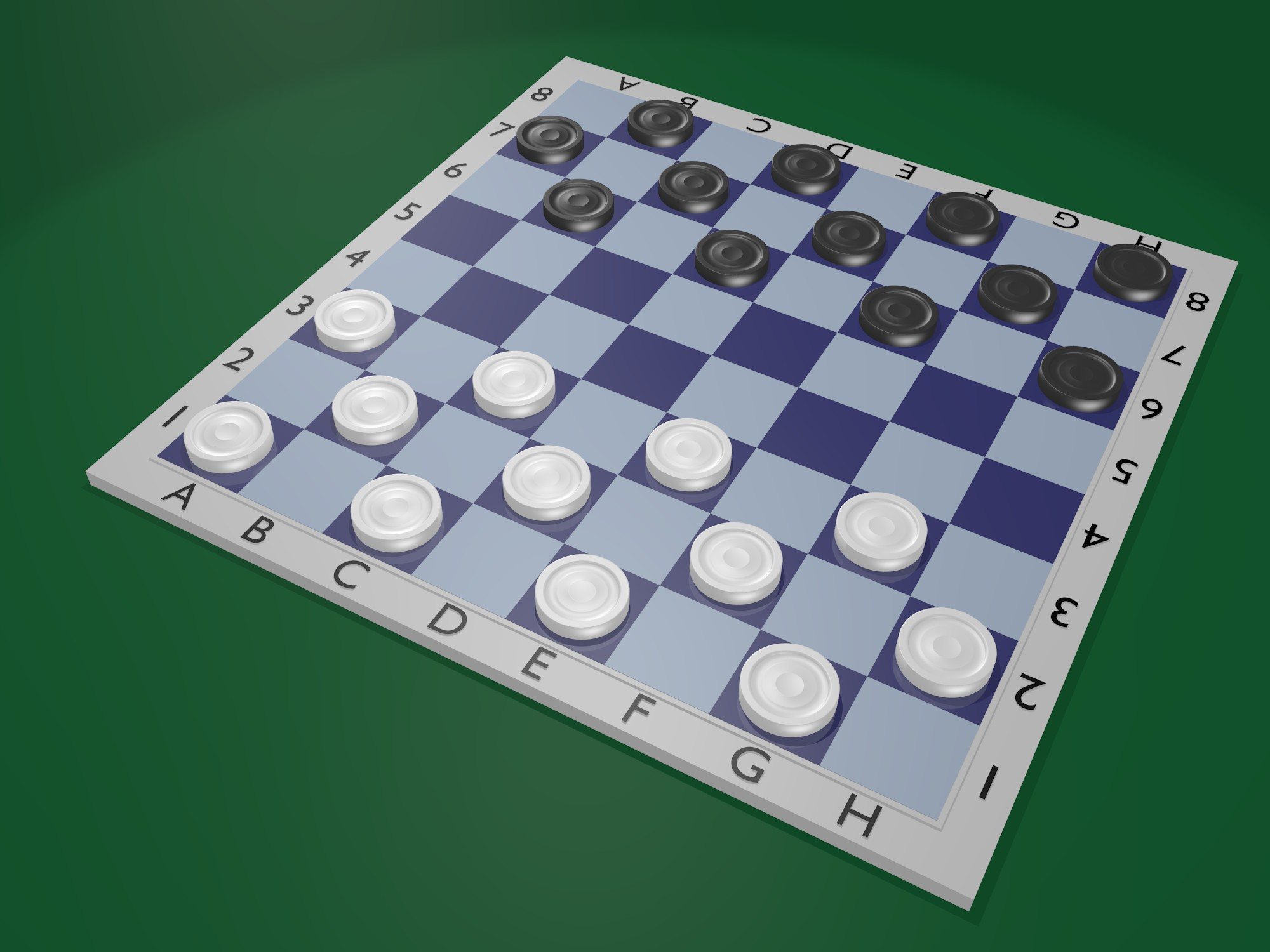
Начальная позиция в русских шашках

### 64-клеточные
- Русские,
- Поддавки,
- Английские (чекерс)
- Пул чекерс,
- Бразильские,
- Итальянские,
- Португальские,
- Турецкие,
- Чешские,
- Французские,
- Армянские (тама)

### 100-клеточные
- Международные шашки
- Фризские шашки

### 144-клеточные
- Канадские шашки

### Другие разновидности
- 80-клеточные (Спанцирети)

|   | a  | b  | c  | d  | e  | f  | g  | h  | i  | j  |   |  |
| 8 | a8 | b8 | c8 | d8 | e8 | f8 | g8 | h8 | i8 | j8 | 8 |  |
| 7 | a7 | b7 | c7 | d7 | e7 | f7 | g7 | h7 | i7 | j7 | 7 |  |
| 6 | a6 | b6 | c6 | d6 | e6 | f6 | g6 | h6 | i6 | j6 | 6 |  |
| 5 | a5 | b5 | c5 | d5 | e5 | f5 | g5 | h5 | i5 | j5 | 5 |  |
| 4 | a4 | b4 | c4 | d4 | e4 | f4 | g4 | h4 | i4 | j4 | 4 |  |
| 3 | a3 | b3 | c3 | d3 | e3 | f3 | g3 | h3 | i3 | j3 | 3 |  |
| 2 | a2 | b2 | c2 | d2 | e2 | f2 | g2 | h2 | i2 | j2 | 2 |  |
| 1 | a1 | b1 | c1 | d1 | e1 | f1 | g1 | h1 | i1 | j1 | 1 |  |
|   | a  | b  | c  | d  | e  | f  | g  | h  | i  | j  |   |  |

- Алтайские (сочетают в себе правила шашек и шахмат)
- Шашки Вигмана (модификация русских шашек, но игра идет на черных и на белых полях).
- Двухходовые (игроки при своей очереди делают не один ход, а два)
- Диагональные (аналогичны русским шашкам, но начальная расстановка отличается)
- Ласка (разработана Ласкером)

| a7 чёрная шашка | b7              | c7 чёрная шашка | d7              | e7 чёрная шашка | f7              | g7 чёрная шашка |
| a6              | b6 чёрная шашка | c6              | d6 чёрная шашка | e6              | f6 чёрная шашка | g6              |
| a5 чёрная шашка | b5              | c5 чёрная шашка | d5              | e5 чёрная шашка | f5              | g5 чёрная шашка |
| a4              | b4              | c4              | d4              | e4              | f4              | g4              |
| a3 белая шашка  | b3              | c3 белая шашка  | d3              | e3 белая шашка  | f3              | g3 белая шашка  |
| a2              | b2 белая шашка  | c2              | d2 белая шашка  | e2              | f2 белая шашка  | g2              |
| a1 белая шашка  | b1              | c1 белая шашка  | d1              | e1 белая шашка  | f1              | g1 белая шашка  |

- Простые (шашки не превращаются в дамку. Проигрывает тот, кто не сможет сделать свой ход).
- Русские многоуровневые (шашка или дамка может ходить не только на свободное поле, но и на занятое своей фигурой поле
- Самоеды (игрок может как шашки противника, так и свои).
- Северные (побитая дамка не снимается с доски, а превращается в простую шашку).
- Ставропольские шашки (игрок вместо хода своей шашкой всегда может сделать ход за противника).
- Столбовые шашки (побитая простая шашка не снимается с поля, а ставится под побившую её башню)

Партия в столбовые шашки

- Цилиндрические (поле является развёрткой цилиндра)
- Пьяные шашки

## Нотация

### Общие принципы
Официальные партии в шашки ведутся под запись — каждый игрок записывает ходы в бланк по правилам шашечной нотации. Ходом считается пара из двух последовательных полуходов — хода белых и хода чёрных, эти пары и записываются, по два полухода под одним номером. Для записи хода простой шашки или дамки обозначают сначала поле, где шашка или дамка стояла, затем ставят тире и записывают поле, на которое она ставится (например: e3-d4 в русских и других шашках 8×8; 8-12 в международных шашках). При записи взятия (боя) вместо тире ставится двоеточие (например: 12:21, 47:24:35, a3:c5) — принято в России, либо «x» (12x21, 47x24x35, a3xc5) — в международной нотации. В играх с шахматной нотацией (русские, бразильские и прочие) принято опускать цифру у первого поля, например вместо a3-b4 пишут ab4, вместо a3:c5 — a: c5. Исключение — случаи, когда на одно поле могут пойти фигуры с разных полей вертикали, например a3:c5 либо a7:c5, в этом случае ход записывается полностью.
Пример записи начала партии в русских шашках:
```
 1. e3-d4 d6-c5
 2. g3-f4?? c5:e3:g5
 3. ...
```

### Обозначения полей
|   | a               | b               | c               | d               | e               | f               | g               | h               |   |  |
| 8 | a8              | b8 чёрная шашка | c8              | d8 чёрная шашка | e8              | f8 чёрная шашка | g8              | h8 чёрная шашка | 8 |  |
| 7 | a7 чёрная шашка | b7              | c7 чёрная шашка | d7              | e7 чёрная шашка | f7              | g7 чёрная шашка | h7              | 7 |  |
| 6 | a6              | b6 чёрная шашка | c6              | d6 чёрная шашка | e6              | f6 чёрная шашка | g6              | h6 чёрная шашка | 6 |  |
| 5 | a5              | b5              | c5              | d5              | e5              | f5              | g5              | h5              | 5 |  |
| 4 | a4              | b4              | c4              | d4              | e4              | f4              | g4              | h4              | 4 |  |
| 3 | a3 белая шашка  | b3              | c3 белая шашка  | d3              | e3 белая шашка  | f3              | g3 белая шашка  | h3              | 3 |  |
| 2 | a2              | b2 белая шашка  | c2              | d2 белая шашка  | e2              | f2 белая шашка  | g2              | h2 белая шашка  | 2 |  |
| 1 | a1 белая шашка  | b1              | c1 белая шашка  | d1              | e1 белая шашка  | f1              | g1 белая шашка  | h1              | 1 |  |
|   | a               | b               | c               | d               | e               | f               | g               | h               |   |  |

При записи партий на доске 8×8 в некоторые виды, например, русские, бразильские, унифицированный пул, а также чешские (в последние — также наряду с традиционной цифровой нотацией) шашки используются обозначения клеток, аналогичные шахматным — вертикали доски нумеруются латинскими буквами a-h слева направо, горизонтали — цифрами 1-8 снизу вверх, клетка обозначается парой «буква-цифра».
В большинство остальных видов, например в международных, применяют традиционный для шашек способ обозначения: все чёрные поля доски последовательно пронумерованы числами от 1 до 50. Нумерация доски может начинаться с различных углов и идти последовательно в разных направлениях, в зависимости от разновидности игры. Например, для международных шашек: верхнее левое чёрное поле имеет номер 1, второе слева на этой же горизонтали — 2, первое поле второй сверху горизонтали — 6, и так далее, до 50. Белые поля никак не обозначаются, поскольку в игре не участвуют, и записывать их не требуется.

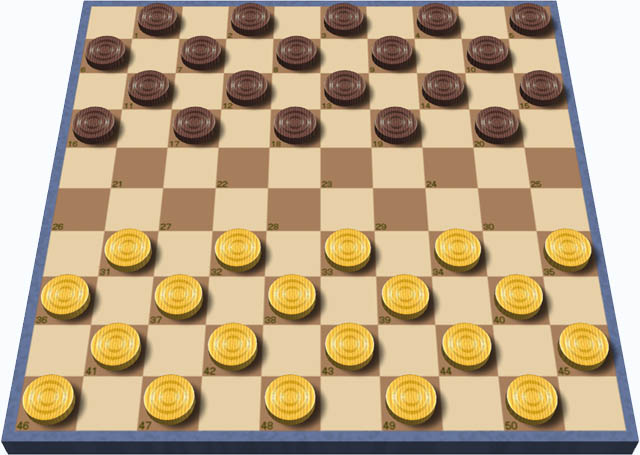
Начальная позиция в международных шашках
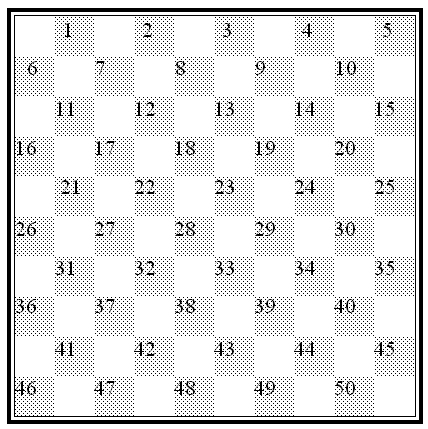
Пронумерованные чёрные клетки

### Запись ходов
- Тихий ход записывается в виде двух обозначений полей, разделённых знаком «-», например, f4-g5 означает ход с поля f4 на поле g5, а 5-10 — ход с пятого поля на десятое в стоклеточных шашках.
- Ход со взятием записывается в виде обозначений полей, по которым проходит бьющая шашка, разделённых двоеточием, например: f4:h6 означает ход с поля f4 на h6 со взятием шашки, стоящей на поле g5, а f4:h6:f8:c5:g1 — сложный «цепной» ход со взятием четырёх шашек.
- Допускается сокращённая запись ходов, когда не ставится номер горизонтали и обозначение типа хода (тихий или взятие). Например, запись fh6 означает ход со взятием с вертикали f на поле h6. Сокращённая запись хода допускается, если она в данной позиции однозначна, то есть ход данного типа для данного игрока возможен только с одного поля. Если это не так (например, если шашка находится под боем двух шашек противника, стоящих на одной вертикали), ход должен быть записан полностью.

### Характеристики ходов
Как и в шахматах, в записях партий применяется дополнительные условные знаки, позволяющие характеризовать записанные ходы. Они ставятся в записи после обозначения того хода (полухода), который характеризуют.
| Знак         | Значение                                                                              |
| ------------ | ------------------------------------------------------------------------------------- |
| !            | Хороший ход                                                                           |
| !!           | Очень хороший, неожиданный, красивый ход                                              |
| ?            | Ошибка, если ошибочный ход вынужденный — знак не ставится                             |
| ??           | Грубейший просмотр, зевок (грубая ошибка игрока, ведущая к резкому ухудшению позиции) |
| !?           | Авантюрный, азартный ход, все последствия которого сложно просчитать                  |
| х или +      | Выигрыш, очевидная выигрышная позиция                                                 |
| =            | Ничья, очевидная ничейная позиция                                                     |
| ?!           | Острый, но сомнительный ход                                                           |
| ± или + -    | Позиционное преимущество белых                                                        |
| ∓ или - +    | Позиционное преимущество чёрных                                                       |
| ±± или ++ -- | Значительное позиционное преимущество белых                                           |
| ∓∓ или -- ++ | Значительное позиционное преимущество чёрных                                          |
| ∾ или ~      | Любой ход                                                                             |
| #            | Блокировка шашки (шашек)                                                              |

Дополнительные знаки применяются в анализе позиций, в шашечной композиции.

### Формат PDN
Для записи партий с использованием компьютерных шашечных программ используется стандартизованный формат Portable Draughts Notation (.pdn), аналогичный шахматному PGN.

## Компьютерные шашки
См. также: Чемпионат мира по русским шашкам среди компьютерных программ 2008
В 2007 году Джонатан Шеффер доказал, что существует беспроигрышный алгоритм, следуя которому игрок может рассчитывать минимум на ничью в английских шашках, вне зависимости от того, каким цветом он играет..
В 2010 году была построена база девятиходовых окончаний для международных шашек.
Компьютерные программы:
Windows
- Программы серии Plus — Русские шашки и Русские поддавки (Plus600), Международные, Английские (чекерс), Пул, Бразильские, Чешские, Канадские.
- Chinook

Кроссплатформенные
- Aurora Borealis (Win, Android, iOS, MacOS) — Русские шашки, Международные, Английские (чекерс), Пул, Бразильские, Итальянские, Чешские, Испанские, Фризские, 80-клеточные, Канадские, Тайские, Турецкие, Киллер, конструктор пользовательских игр.

- Checkersland — Русские шашки, Международные, Поддавки, Английские (чекерс), Пул, Бразильские, Итальянские, Чешские, Испанские, 80-клеточные, Канадские, Тайские, Турецкие, Армянские, Готические, Греческие, Диагональные, Крода, Ласка, Лика, Малайзийские, Португальские, Ставропольские, Столбовые, Столбовые поддавки, Уголки (9 и 12 шашек), Филиппинские, Шри-ланкийские, Ямайские, Crowded, Sparse.
- Dam и Moby Dam — Международные шашки.

### Вычислительная сложность обобщённых шашек
Обобщённые шашки рассматриваются на доске размера N × N.
Определить, имеет ли конкретный игрок выигрышную стратегию в данной позиции, является PSPACE-трудной задачей. При условии, что число ходов между взятием ограничить многочленом от N (что является разумным обобщением правила ничьи в стандартных шашках), эта задача принадлежит классу PSPACE. Таким образом она PSPACE-полная. Но без этого ограничения шашки являются EXPTIME-полной игрой.
Однако другие проблемы имеют лишь полиномиальную сложность:
- Может ли один игрок съесть все шашки другого игрока за один ход (в несколько прыжков)?
- Может ли один игрок сделать шашку дамкой за один ход?

## В литературе и искусстве
- Стихотворение А. С. Пушкина «Зима. Что делать нам в деревне? Я встречаю…» (1829), где есть слова «Когда за шашками сижу я в уголке».
- Адам Мицкевич. Стихотворение «Шашки» в переводе Дмитрия Дмитриевича Минаева.
- В поэме Н. В. Гоголя «Мёртвые души» эпизод игры Чичикова и Ноздрёва.
- В многосерийном фильме «Есенин» показана игра в пьяные шашки.
- Картины Луи-Леопольда Буальи «Игра в шашки» и «За игрой в шашки».